# Kryštof Dientzenhofer
Kryštof Dientzenhofer (7. července 1655 St. Margarethen, Bavorsko – 20. června 1722 Praha) byl český stavitel německého původu. Proslavil se jako významný architekt vrcholného baroka.
Kryštof Dientzenhofer je jedním z nejvýznamnějších představitelů iluzivního baroka a ve své době byl jedním z nejvyhledávanějších stavitelů. Jeho díla patří k vrcholům české, ale i evropské barokní architektury. Navázal na práci úspěšných vlašských stavitelů, kteří působili v Čechách, jako například Luraga, Orsiho či Carattiho. Nejvíce si však cenil italských mistrů Borrominiho a zejména Guariniho.

## Život
Pocházel z hornobavorské stavitelské rodiny. Byl synem Georga Dientzenhofera (1614–1673), který se narodil nedaleko obce Bad Feilnbach. I další čtyři Kryštofovi bratři se stali významnými staviteli:
- Georg (1643–1689), např. klášterní kostel ve Waldsassenu a bývalý jezuitský kostel (dnes kostel sv. Martina) v Bamberku
- Wolfgang (1648–1706), např. poutní kostel P. Marie Pomocné v Ambergu
- Leonhard (1660–1707), např. nová biskupská rezidence v Bamberku
- Johann (1663–1726), např. klášterní kostel v opatství Banz nebo zámek Weißenstein

Kryštof Dientzenhofer se vyučil zedníkem a roku 1677 se přestěhoval do Čech, kde se živil jako polír u mistra. Dlouhá léta pracoval pro architekta Abrahama Leuthnera. Pracoval s ním společně na stavbě zámku v Ostrově u Karlových Varů a od roku 1691 v cisterciáckém klášteře ve Waldsassenu.
Roku 1685 se v Praze oženil s Annou, vdovou po staviteli Janovi Jiřím Aichbauerovi; žili na Malé Straně v domě, nazývaném Aichbauerovský dům. Jeho nevlastní syn Jan Jiří Aichbauer mladší byl rovněž stavitelem a architektem.
V roce 1689 získal měšťanství v Praze a dostal povolení provozovat stavitelskou činnost. V roce 1689 získal místo stavitele premonstrátské kanonie v Teplé, kde se podílel na barokní přestavbě. Jednou z prvních staveb vybudovaných podle vlastního návrhu byla kaple Nejsvětější trojice při bývalém špitálu v Teplé. V západních Čechách realizoval řadu dalších staveb pro tepelské premonstráty (mj. kostel Narození svatého Jana Křtitele v Úterý, kostel svaté Kláry v Chebu nebo obnovovací práce hospodářského dvora a zámečku v Hamrníkách). V letech 1698–1701 působil v Chebu jako pevnostní stavitel.
V prvním desetiletí 18. století vznikly jeho nejvýznamnější realizace ze skupiny tzv. radikálních staveb: kaple Zjevení Páně ve Smiřicích, klášterní kostel sv. Josefa řádu paulánů v Obořišti, jezuitský kostel svatého Mikuláše v Praze na Malé Straně, kostel svaté Markéty v klášteře benediktinů na Břevnově. Jsou charakteristické dynamickým a výrazně expresivním stylem. Půdorys je založen na proniku oválů, které vytvářejí jednolodní prolamovaný prostor, stěny i klenby se vlní.
Mezi jeho poslední stavby, realizované v letech 1719–1722, patří dva venkovské kostely na Broumovsku a průčelí loretánské kaple v Praze na Hradčanech. Na posledních dílech již spolupracoval se svým synem Kiliánem Ignácem, u něhož brzy rozpoznal jeho výtvarný talent.
Kryštof Dientzenhofer zemřel v roce 1722 a jeho dílnu a atelier převzal syn Kilián Ignác Dientzenhofer.

## Rodina
Se svojí ženou měl Kryštof pět dětí, které se narodily v letech 1685–1695:
- Kateřina (* 1685)
- Martin (* 1687, později přijal řeholní jméno Tobiáš)
- Kilián Ignác (* 1689), slavný barokní architekt a stavitel
- Jindřich (* 1692)
- Marie Anna (*1695)

## Dílo
Pro jeho stavby je typické dokonalé provedení detailů, jako jsou hlavice či patky sloupů a další stavební prvky. Při stavbě chrámů u nás poprvé použil složité klenební konstrukce, kde se rafinovaně prostupují geometrické plochy. Spolehlivě je ovšem doložen pouze jako stavitel. Autorství projektů některých staveb je výsledkem bádání různých historiků architektury, ale tvůrčí vklad architekta není spolehlivě doložen a v řadě případů je zpochybňován.
Bývá mu připisována skupina staveb dynamického baroka, ke kterým patří kaple Zjevení Páně ve Smiřicích, kostel svatého Mikuláše v Praze na Malé Straně, kostel svaté Markéty v břevnovském klášteře, kostel svaté Kláry v Chebu a barokní areál Skalka v Mníšku pod Brdy. Nesporně působil jako klášterní stavitel břevnovsko-broumovského kláštera a také jako pevnostní stavitel v Chebu i v Praze. K zajímavým pracím se řadí například přestavba Písecké brány pražského opevnění na Brusce nebo dům U zlaté lilie na Malém náměstí na Starém Městě pražském. Spolupracoval na mnoha dalších stavbách v Čechách.

### Některé stavby v Praze
- Dům U zlaté lilie (Malé náměstí čp. 458) – Staré Město (před 1698)
- Šternberský palác, dnes Národní galerie, pravděpodobně podle návrhu Giovanniho Battisty Alliprandiho – Hradčany (1698–1708)
- Kaiserštejnský palác – Malá Strana (kolem 1700)
- Kostel svatého Mikuláše, západní průčelí a část lodi; autorství sporné[5] – Malá Strana (1703–1711)
- Dům U bílé kuželky (Míšeňská čp. 66) – Malá Strana (1708–1710)
- Kostel Nejsvětější Trojice – Nové Město (1708–1713)
- Břevnovský klášter s bazilikou svaté Markéty – Břevnov (1709–1722)
- Loreta, hlavní průčelí a postranní kaple – Hradčany (1711–1722)
- Vrtbovský palác – Malá Strana (1712–1720)
- Weisbírovský dům (U dvou panen, Tomášská čp. 13) – Malá Strana (1714–1722)
- Rožmberský dům (Náprstkova čp. 213) – Staré Město (kolem 1716)
- Kostel sv. Jana Nepomuckého u kláštera voršilek na Hradčanech – Hradčany (1720–1722)

### Některé stavby mimo Prahu
- Klášter Teplá – úpravy a stavba špitální kaple Nejsvětější Trojice (1692–1699)[4]
- Kostel svaté Máří Magdaleny, Skalka u Mníšku pod Brdy (1692–1693)[4]
- Kostel Narození svatého Jana Křtitele, Úterý – nejisté (1695–1698)[4]
- Kostel Nanebevzetí Panny Marie a svaté Maří Magdaleny, Chlum Svaté Maří – sporná účast (1690–1701)[4]
- Pevnostní stavby – Cheb (1698–1701)
- Zámecká kaple Zjevení Páně, Smiřice – podle vzoru Guariniho kostela San Lorenzo v Turíně (1699–1711)
- Klášterní kostel Paulánů, Obořiště – připsáno (1702–1711)[4]
- Kostel svaté Kláry, Cheb – připsáno (1703–1711)[4] Možná účast architekta Tomáše Haffeneckera.
- obnova hospodářského dvora a zámečku v Hamrníkách (1706–1708)
- Paulánský kostel Nanebevzetí Panny Marie, Nová Paka – připisováno (1709–1722)[4] Možná účast architekta Tomáše Haffeneckera.
- Kostel svatého Michala, Vernéřovice u Náchoda – nejisté (1719–1721)[4]
- Kostel svatého Jakuba, Ruprechtice u Náchoda – nejisté (1720–1722). Dominantní nepřehlédnutelnou stavbu s velkou pravděpodobností projekčně zpracoval Kryštof Dientzenhofer, architektonické řešení římsy a mělkých svislých výstupků na zdi má typické rysy prací jeho syna Kiliána Ignáce[4]